# 桜美林大学
桜美林大学（おうびりんだいがく、英語: J. F. Oberlin University）は、日本の私立大学。東京都町田市に本部を置く。

## 概観

### 大学全体
桜美林大学の起源は1921年、清水安三が中華民国北京市朝陽門外に貧困地域の中国人女子を対象として設立した崇貞平民女子工読学校（後の崇貞学園）である。後に清水はアメリカ合衆国オハイオ州のオーバリン大学に学び、再び崇貞学園に帰任する。しかし、学校は第二次世界大戦における日本の降伏を経て、国共内戦で勝利した中国共産党により接収され、清水は帰国を余儀なくされた。帰国後、清水はキリスト教主義学校の設立を目指し、現在の地・町田に留学先であったオーバリン大学の名にちなんだ｢桜美林高等女学校」を創立した。
1966年（昭和41年）には桜美林大学を設立。現在、大学はリベラルアーツ学群、ビジネスマネジメント学群、健康福祉学群、芸術文化学群、グローバル・コミュニケーション学群、航空・マネジメント学群、教育探究科学群の7学群、大学院は国際学、経営学、言語教育、心理学、大学アドミニストレーション（通学課程）、大学アドミニストレーション（通信教育課程）、老年学の7学位プログラムで構成されている。
外国からの留学生が非常に多く、淵野辺駅前に留学生専用の寮があり、毎年、留学生を対象とした特別選抜入試も設けている。また駅からは若干離れているものの大学への自動車通学は原則として禁止されており、キャンパス間のスクールバスも運行されている。女子大学ではなく男女共学であるが、学群の内容もあってか近隣の大学と比べ比較的女子学生の比率が高いとされる。

### 建学の精神（校訓・理念・学是）
建学の精神として「キリスト教精神に基づいた国際的人材の育成」を掲げている。

### 教育および研究
- 日本の私立大学で初めて「学群」制度を取り入れ、2007年度には全ての学部が学群へ移行した[3]。また2021年度より私立大学院で初の学位プログラム制を導入する。
- ネイティブスピーカー・バイリンガルスピーカーである教員が指導し、レベル別クラスで聴く、話す、読む、書くの4技能の上達を目指す「英語コア」の他、17言語（英語、日本語を含む）を選択で学ぶ事が可能[4]。また原則として英語コア含めた英語の講義は全て英語で行われる。
- アメリカ合衆国、イギリス、中国、台湾、韓国等、34カ国・地域の170を超える海外の大学・機構と提携している。希望者は短期、長期などの留学も可能。
- 首都圏西部大学単位互換協定会及び学術・文化・産業ネットワーク多摩加盟校である。
- 放送大学をはじめとして沖縄国際大学、沖縄キリスト教学院大学・短期大学、名桜大学と単位互換協定を結んでおり、各大学で取得した所定の単位を卒業に要する単位として認定することが出来る[5]。
- 「THE世界大学ランキング日本版（2019年3月27日、イギリスTES Global Limited）」の総合ランキングに、3年連続でランクイン。国際性38位（首都圏14位）、教育充実度（67位）、教育成果（105位）の3分野にランクインしている[6]。

### 各種の特色

#### 高大連携プロジェクト
高等学校生徒科目等履修生規程に基づいて、2003年春から、高大連携の協定を結んだ高校の生徒を履修生として、完全に全額無償で各学群に受け入れている。

#### キャンパス

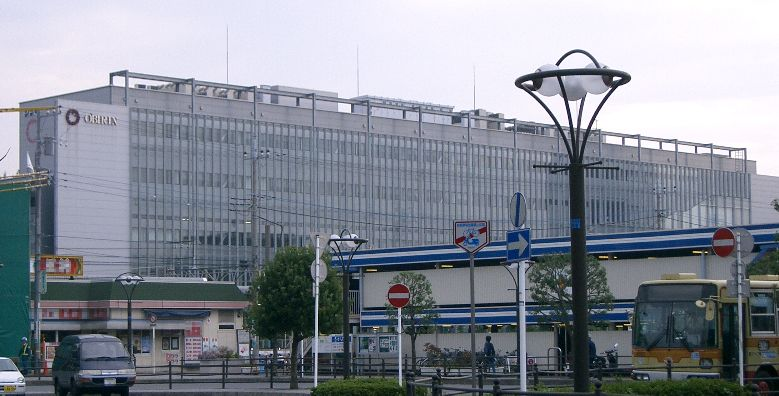
プラネット淵野辺キャンパス（PFC）

- 町田キャンパス（東京都町田市常盤町3758）
- プラネット淵野辺キャンパス（略称「PFC」、神奈川県相模原市中央区淵野辺4-16-1）
- 千駄ヶ谷キャンパス（東京都渋谷区千駄ヶ谷1-1-12、2015年9月-2024年3月まで）
- 多摩キャンパス（多摩アカデミーヒルズ）（東京都多摩市落合2-31-1、2016年4月より）

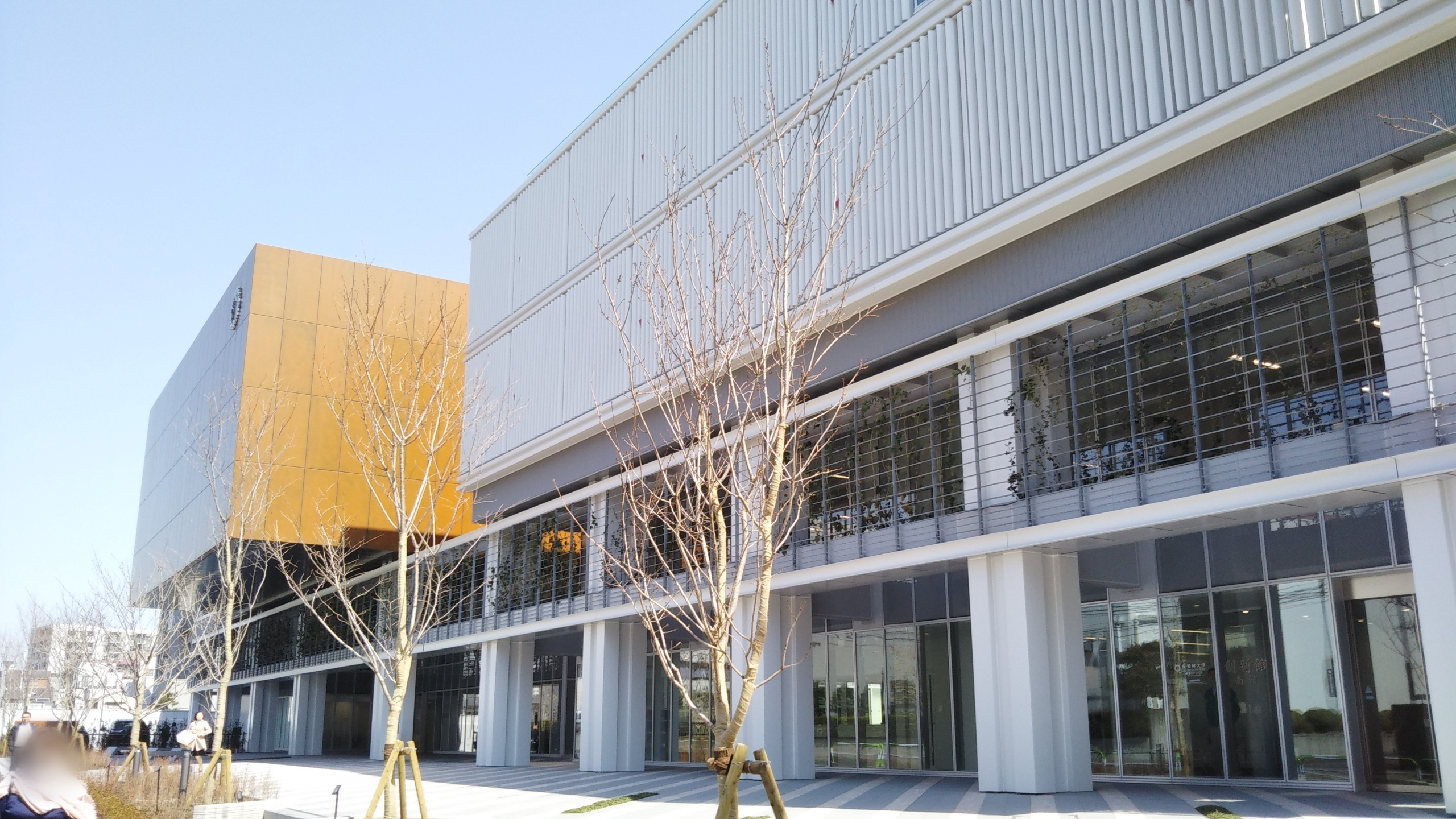
新宿キャンパス

- 新宿キャンパス（東京都新宿区百人町3-23-1、2019年4月より）
- 東京ひなたやまキャンパス（東京都町田市本町田2600-4、2020年4月より）

#### ロケ地
- 恋愛寫眞（2003年）
- 高校デビュー（2011年）
- 僕たちは世界を変えることができない。（2011年）
- 僕のいた時間（フジテレビ、2014年）
- 先輩と彼女（2015年）
- 美しい星（2017年）
- 日日是好日（2018年）

#### 姉妹校
- オーバリン大学

#### 学生スポーツ
桜美林大学体育文化団体連合会（略称「O.A.C.U.」）は体育会、文化会合わせて38団体によって組織されている。なかでも運動部は、国際試合や海外遠征などで強豪として、個人団体を問わず活発に活動しており、世界大会への出場やプロ選手の輩出も多数している。特に野球部（硬式野球部）は首都大学野球連盟に所属2014年春季リーグ1部に昇格し、2016年には、首都大学野球連盟秋季リーグ戦初優勝、第12回関東地区大学野球選手権大会初出場初優勝、第47回明治神宮野球大会初出場準優勝という快挙を成し遂げた。
- チアリーディング部
- ソングリーディング部
- 野球部
- 硬式庭球部
- 弓道部
- 剣道部
- 柔道部
- 合気道部
- 空手道部
- 少林寺拳法部
- 女子ラクロス部
- 男子ラクロス部
- 男子バレーボール部
- 女子バレーボール部
- ゴルフ部
- サッカー部
- アーチェリー部
- バドミントン部
- アメリカンフットボール部
- ウィンドサーフィン部
- ラグビー部
- ソフトテニス部
- O.D.C. (J. F. Oberlin Dancing Company)
- ソフトボール部
- 陸上競技部

#### その他の特色
- 「桜美林」の名は、オーバリン大学（Oberlin College）に由来する。オーバリン大学は、牧師・教育者であるヨハン・フリードリヒ・オーベルリーン（Johann Friedrich Oberlin）の遺志による学校で、学園創設者の清水安三と、清水郁子が留学していた。大学側は公式に学生やOB・OGを指す呼称として「オベリンナー」を用いることがしばしばある。
- 英語表記は「J. F. OBERLIN UNIVERSITY」、「桜美林」の日本語ローマ字表記は「OBIRIN」としている。当初は英語表記でも"Obirin"であったが、2006年に現在の表記に変更した[7]。

## 沿革
- 1946年（昭和21年）- 桜美林学園が設立され、高等女学校と英文専攻科を開設。
- 1947年（昭和22年）- 桜美林中学校を開設。
- 1948年（昭和23年）- 高等女学校を廃止して桜美林高等学校を開設。
- 1950年（昭和24年）- 英文専攻科を廃止して桜美林短期大学設立（英語英文科、実務英語課程。）
- 1955年（昭和30年）- 短期大学に家政科増設。
- 1966年（昭和41年）- 桜美林大学を設立（文学部英語英米文学科・中国語中国文学科）。
- 1968年（昭和43年）- 経済学部開設（経済学科）、桜美林幼稚園を開設。
- 1972年（昭和47年）- 経済学部に商学科増設。
- 1989年（平成元年）- 国際学部開設（国際学科）、短期大学家政科を生活文化学科に改称。
- 1993年（平成5年）- 大学院修士課程開設（国際学研究科国際関係専攻、環太平洋地域文化専攻）。
- 1995年（平成7年）- 大学院博士後期課程開設（国際学研究科国際関係専攻、環太平洋地域文化専攻）。
- 1997年（平成9年）- 経営政策学部開設（ビジネスマネージメント学科）。
- 2000年（平成12年）- 文学部に言語コミュニケーション学科、健康心理学科、総合文化学科増設し、短期大学生活文化学科募集停止。
- 2001年（平成13年）- 大学院国際学研究科修士課程に大学アドミニストレーション専攻、言語教育専攻増設。
- 2002年（平成14年）- 大学院国際学研究科修士課程に人間科学専攻、博士前期課程に老年学専攻増設。
- 2003年（平成15年）- プラネット淵野辺キャンパス（PFC）を開設。
- 2004年（平成16年）- 大学院国際学研究科博士後期課程に老年学専攻、通信制に大学アドミニストレーション専攻増設。
- 2005年（平成17年）- 文学部総合文化学科を分離独立させ総合文化学群を設置 日本言語文化学院（留学生別科）設置。
- 2006年（平成18年）- 文学部健康心理学科と経営政策学部のホスピタリティ分野を融合させ、健康福祉学群を設置 経営政策学部ビジネスマネージメント学科を改組してビジネスマネジメント学群ビジネスマネジメント学類設置。桜美林大学孔子学院設置。
- 2007年（平成18年）- 文学部、経済学部、国際学部を融合させ、リベラルアーツ学群設置。総合文化学群に映画専修設置、ビジネスマネジメント学群ビジネスマネジメント学類にキャビンアテンダントコース設置。
- 2008年（平成18年）- 大学院を改組、。ビジネスマネジメント学群にアビエーションマネジメント学類増設。ビジネスマネジメント学類キャビンアテンダントコースをアビエーション・マネジメント学類に移置。アビエーションマネジメント学類にフライト・オペレーションコース設置。教員免許状更新講習センターを設置。
- 2009年（平成18年）- スタンフォード大学と学術協定を締結。大学院を一部改組。また、大学院に言語教育研究科、心理学研究科、経営学研究科を増設。
- 2013年（平成25年）- 総合文化学群から芸術文化学群へ名称変更。
- 2015年（平成27年）- 四谷キャンパスを閉鎖し、新たに千駄ヶ谷キャンパスを開設。
- 2016年（平成28年）- グローバル・コミュニケーション学群設置。アルカラ大学と国際学術・教育連携協定を締結。
- 2017年（平成29年）- 芸術文化学群の定員が250名から400名に増加、それに伴い専修コースを再編。映像専修、造形デザイン専修を統合し新たにビジュアル・アーツ専修を設置。他に演劇・ダンス専修、音楽専修と合わせ3専修となる。
- 2018年（平成30年）- 健康福祉学群精神保健福祉専修に実践心理コース開設。精神保健福祉コースと実践心理コースに分離。
- 2019年（令和元年） - 東京都新宿区の国立科学博物館新宿分館跡地に新宿キャンパスを開設、町田キャンパスからビジネスマネジメント学群と大学院経営学研究科を移転。
- 2020年（令和2年）- 東京都町田市の旧本町田西小学校・旧本町田中学校跡地に東京ひなたやまキャンパスを開設し、町田キャンパスから芸術文化学群を移転。新たに航空・マネジメント学群を新設。ビジネスマネジメント学群アビエーションマネジメント学類フライト・オペレーションコースを移管させた上で、他に航空管制コース、整備管理コース、空港マネジメントコースを開設。多摩アカデミーヒルズ内フライトトレーニングセンターを主な拠点として使用する。
- 2021年（令和3年）- 桜美林学園創立100周年。東京ひなたやまキャンパスにギャラリー棟、劇場、音楽ホールを整備予定。リベラルアーツ学群を改組し、新たに社会領域、自然領域、人文領域、統合領域の4つを設置。旧来の各専攻が其々の領域に分けられ、従来の33専攻から30専攻へ再編される。大学院国際学研究科、大学アドミニストレーション研究科(含通信課程)、老年学研究科、心理学研究科、経営学研究科、言語教育研究科を廃止し、新たに国際学術研究科を設置し、私立大学初となる学位プログラム制を導入予定。
- 2023年（令和5年）- プラネット淵野辺キャンパス（PFC）に教育探究科学群を開設。

## 教育研究組織

### 学群・学系
学部を設置せず、学生の所属組織として学群（学類および専修）、教員の所属組織として「学系」を置いている。従来は他の多くの大学と同様に学部制であったが、2005年より学部制を廃止して学群制を導入。私立大学で学群制を導入した初の大学となった。

#### 学群
| 組織単位                                         | 概要 |
| ------------------------------------------------ | --- |
| リベラルアーツ学群                               | 「学問の壁を超え多様な知識に触れることで、高度な専門知識を備えるだけでなく幅広い視野を持つ人材を養成する。33の専攻プログラムと750以上の科目を用意し、学問の全領域を横断して、自由に学べる環境が整っている。しっかりとした教養を身につけ高度な専門分野を学びながら、総合的で深い思考力や柔軟で正確広範な発想、豊かな人間性陶冶が自然と身についていく」とされている。 |
| ビジネスマネジメント学群                         | ビジネスマネジメント学類とアビエーションマネージメント学類の２つからなる。ビジネスマネジメント学類のみ他学群生のマイナー専攻登録可。 |
| ビジネスマネジメント学類                         | |
| ビジネスプログラム                               | 観光・ホスピタリティ・エンターテイメントビジネス科目群、流通・マーケティング科目群、国際金融ビジネス科目群、ICTビジネス科目群 |
| マネジメントプログラム                           | 経営戦略・管理科目群、会計財務科目群、経済・法律科目群、情報・環境科目群 |
| アビエーションマネジメント学類                   | エアライン・ビジネスコースとエアライン・ホスピタリティコースの２コースからなるが、各専攻には人数制限があり、専攻希望者は第2セメスター(1年次秋学期)に選抜試験がある。他学群生履修可の科目も多いが専攻はメジャーのみでマイナーはない。 |
| エアライン・ビジネスコース                       | |
| エアライン・ホスピタリティコース                 | |
| フライト・オペレーション（パイロット養成）コース | 2020年4月の航空・マネジメント学群新設により同学群に移管された。 |
| 健康福祉学群                                     | |
| 健康科学専修                                     | |
| 精神保健福祉専修                                 | 精神保健福祉コースと実践心理コースの２コース制で、精神保健福祉コースはマイナーがなくメジャーのみ。 |
| 社会福祉専修                                     | |
| 保育専修                                         | メジャーのみでマイナーはない。 |
| 芸術文化学群（総合文化学群より改称）             | 2000年に劇作家、演出家でもある平田オリザ、文学座の坂口芳貞らを中心に設立された桜美林大学文学部総合文化学科を母体とし、その後総合文化学群に改組、演劇専攻、造形専攻、音楽専攻の3種類に分類されるがリベラルアーツの精神を提唱し、内部での区別はないに等しく、全ての科目を選択することが可能とした。芸術文化学群に変更後は演劇専修、音楽専修、造形デザイン専修、映画専修の4種類に分類されるが、引き続きリベラルアーツの精神を提唱し、専修内でコース分けをしていないほか、専修を越えた履修によって芸術分野全体を視野に入れた学びが可能。 演劇専修の活動としては、学生演劇の枠を超え、一般の観客の鑑賞にも堪えうる高いレベルの作品の上演を目指す桜美林大学パフォーミングアーツプログラム【OPAP】がある。上演は主にPFC内のプルヌスホールにて毎年行われ、年に一度、舞台芸術祭として毎年「GALA Obirin」が開催されている。2013年に玉川大学、多摩美術大学、 桐朋学園芸術短期大学、日本大学の5大学で東京演劇大学連盟を発足。 以下の3専修何れも他学群生はマイナー登録不可だが、代わりとしてカルチャー管理コースへの登録が可能。尚、カルチャー管理コースはマイナーのみでありメジャーはなく、また履修ガイドに僅かに記載があるのみで学群のホームページ等では案内されていない。 |
| 演劇・ダンス専修                                 | |
| 音楽専修                                         | |
| ビジュアル・アーツ専修                           | 従来の映像専修及び造形デザイン専修を統合し2017年より新設。 |
| グローバル・コミュニケーション学群               | 国際社会で活躍するには欠かせない「語学」。 学んだ外国語を実践しながら、価値観や慣習の違いを肌で感じ、地球規模の視野を獲得する「留学」。 更に留学から帰国した後に、「グローバル・スタディーズ」科目やグループプロジェクトなどを通じて外国人留学生と切磋琢磨しながら培う「リーダーシップ」。 グローバル・コミュニケーション学群の4年間のカリキュラムには、グローバル人材に必要なものが凝縮されている。 英語専修、中国語専修、日本語専修があるが、自分が母語としている言語専修は原則として選択出来ない。 |
| 英語特別専修                                     | 「英語の桜美林」として評価の⾼い、建学以来培ってきた教育ノウハウが教育のベースの専修。 その上に、英語のみでの授業（ダイレクト・メソッド）や最先端の教育メソッドの導⼊、授業外学習の充実など、グローバル・コミュニケーション学群独⾃の環境を構築。英語圏で英語を母語とする学生は選択不可。 |
| 中国語特別専修                                   | 中国語を母語とする学生は選択不可。 |
| 日本語特別専修                                   | 日本語を母語とする学生は選択不可。 |
| グローバル教養専修                               | 英語・中国語・日本語それぞれの修得に関して豊富なリソースとノウハウがある桜美林大学ならではの専修であり、上記3専修を更に発展させた専修という位置付けになっている。 入学時には選択不可で、上記３専修何れかで所定の履修要件を満たした場合のみ履修が可能となる。 |
| 教育探究学群                                     | 高校のカリキュラムである「探究」科目に合わせて設置される学群。2023年4月新設予定。主に淵野辺プラネットキャンパスを使用するとしている。 |

#### その他
- 日本言語文化学院（留学生別科）
- 桜美林大学孔子学院（中国語特別課程）

### 大学院
| 組織単位                         | 概要                   |
| -------------------------------- | ---------------------- |
| 国際学研究科                     |                        |
| 国際学専攻                       | 博士前期課程           |
| 国際協力専攻                     | 修士課程               |
| 国際人文社会科学専攻             | 博士後期課程           |
| 経営学研究科                     |                        |
| 経営学専攻                       | 修士課程               |
| 言語教育研究科                   |                        |
| 日本語教育専攻                   | 修士課程               |
| 英語教育専攻                     | 修士課程               |
| 心理学研究科                     |                        |
| 臨床心理学専攻                   | 修士課程               |
| 健康心理学専攻                   | 修士課程               |
| 大学アドミニストレーション研究科 | 通学課程               |
| 大学アドミニストレーション専攻   | 修士課程               |
| 大学アドミニストレーション研究科 | 通信教育課程           |
| 大学アドミニストレーション専攻   | 修士課程               |
| 老年学研究科                     |                        |
| 老年学専攻                       | 博士前期・博士後期課程 |

## 附属施設
- 総合研究機構
  - 総合研究部門（SDG's in Academia・UNAI国連アカデミックインパクト・ASPIRE:Action by Students to Promote Innovation and Reform through Education 実践研究プロジェクト等）
  - グローバル・スタディーズ研究部門（SDG's in Academia/Society 5.0 政策科学研究所等）
  - 人間総合科学研究部門（ポジティブ心理学実践研究所、老年学総合研究所、他）
  - ビジネス科学研究部門（ビジネス科学研究所、日中ビジネスサロン、他）
  - 芸術文化振興・研究部門（パフォーミングアーツ・インスティテュート、他）
  - 教育未来振興・研究部門（教育未来研究プロジェクト、等）

## 附属センター
- スポーツ推進センター
- 資格・教職センター

## 海外拠点
- 桜美林大学北京事務所
- 桜美林学園アメリカ財団（OGFA）事務室
- フライトオペレーション・アリゾナ事務室
- スタンフォード大学内 桜美林大学研究スペース
- ウランバートル事務所（モンゴル国）

## 他大学との協定

### 国内
- 首都圏西部大学単位互換協定
- 公益社団法人学術・文化・産業ネットワーク多摩加盟校
- 単位互換協定校
  - 放送大学
  - 沖縄国際大学
  - 名桜大学
  - 沖縄キリスト教学院大学・短期大学
- 東京演劇大学連盟
  - 玉川大学
  - 多摩美術大学
  - 桐朋学園芸術短期大学
  - 日本大学

### 海外
- 学術交流・留学協定校
  - スタンフォード大学

「桜美林・スタンフォード大学学術研究教育交流協定」が締結され、同協定を元にスタンフォード大学の構内に「桜美林大学スタンフォード研究スペース」が設けられた。
- 国際学術・教育連携協定校
  - アルカラ大学

「桜美林・アルカラ大学国際学術・教育連携協定」が締結された。

### 国際協定締結校
2015年5月1日現在、29カ国・地域、143大学、9組織ある。主な大学は次の通り。
アメリカ合衆国
- アリゾナ州立大学
- アーカンソー大学フォートスミス校（英語版）
- カリフォルニア州立大学モントレーベイ校（英語版）
- フェアリー・ディキンソン大学（英語版）
- ジョージア・カレッジ&ステイト大学（英語版）
- フィンドレー大学
- ジョージア工科大学
- ハワイ・パシフィック大学
- ハワイ大学マノア校
- ハンボルト州立大学（英語版）
- カンザス大学
- メンフィス大学
- ミシシッピ大学
- ノースカロライナ大学シャーロット校（英語版）
- オーバリン大学
- パシフィック大学 (オレゴン州)
- サンフランシスコ州立大学
- テキサス大学オースティン校
- バルドスタ州立大学（英語版）
- ウェルズ大学（英語版）
- ウェスタンワシントン大学（英語版）
- メリーランド大学ボルチモア校（英語版）
- アーカンソー大学フォートスミス校（英語版）
- センテナリカレッジ（英語版）
- フィンドレー大学
- ハワイ大学マノア校
- カンザス大学
- マーサー大学
- ミズーリ大学セントルイス校
- ノースイースタン大学
- オグレソープ大学（英語版）
- ロッキー・マウンテン大学（英語版）
- スタンフォード大学
- タウソン大学（英語版）
- ウェブスター大学（英語版）
- ウェスタンカロライナ大学（英語版）
- ウィティア大学（英語版）
- アラバマ大学
- バージニア大学

イギリス
- バース・スパ大学（英語版）
- ケント大学
- キングストン大学
- オックスフォード・ブルックス大学
- レディング大学

カナダ
- マニトバ大学
- トンプソン・リバース大学（英語版）
- バンクーバーアイランド大学
- ビクトリア大学 (カナダ)

フランス
- パリ・カトリック大学

オーストラリア
- ボンド大学
- サンシャインコースト大学
- シドニー工科大学
- ウーロンゴン大学

中華人民共和国
- 北華大学
- 北京第二外国語大学
- 北京師範大学
- 長春工業大学（中国語版）
- 東軟信息学院
- 華東師範大学
- 福建師範大学
- 合肥学院（中国語版）
- 内モンゴル大学
- 吉林華橋外国語学院（中国語版）
- 嶺南大学
- 東北師範大学
- 青島理工大学
- 上海師範大学
- 鄭州大学西亜斯国際学院（中国語版）
- 同済大学
- 澳門大学
- 浙江工商大学（中国語版）
- 吉林大学珠海学院（中国語版）
- 北京外国語大学
- 北京語言大学
- 長春大学
- 中国伝媒大学
- 大連外国語大学
- 復旦大学
- ハルビン工業大学
- 懐化学院
- 佳木斯大学（中国語版）
- 遼寧師範大学
- 南京信息工程大学（中国語版）
- 北京大学
- 上海外国語大学
- 上海海洋大学
- 紹興文理学院（中国語版）
- 天津外国語大学
- 清華大学
- 浙江大学

大韓民国
- 中央大学校
- 韓瑞大学校
- 啓明大学校
- カトリック関東大学校
- ソウル女子大学校
- 淑明女子大学校
- 梨花女子大学校
- 韓国外国語大学校
- 漢陽大学校
- ナザレ大学校（朝鮮語版）
- 慶熙大学校
- 明知大学校
- 西江大学校
- 崇実大学校

台湾
- 国立高雄師範大学
- 東海大学 (台湾)
- 静宜大学
- 淡江大学

## 附属学校
- 桜美林高等学校
- 桜美林中学校
- 桜美林幼稚園

## 企業からの評価

### 人事担当者からの評価
- 2021年（令和3年）、日本経済新聞社と日経HRが実施した「企業の人事担当者からみたイメージ調査」[8]（全上場企業と一部有力未上場企業4,850社の人事担当者を対象に、2019年4月から2021年3月までの間に採用した学生から見た大学のイメージなどを聞いた調査）において、桜美林大学は、「全国総合」で788大学[9]中、第20位[8]にランキングされた。

## 公式サイト
- ウィキメディア・コモンズには、桜美林大学に関するカテゴリがあります。
- 公式ウェブサイト